# Elling – Lieb mich morgen
Elling – Lieb mich morgen ist ein norwegischer Spielfilm. Der Film basiert auf der gleichnamigen Elling-Romanfolge des Schriftstellers Ingvar Ambjørnsen. Er wurde 2005 von Petter Næss mit Per Christian Ellefsen und Sven Nordin in den Hauptrollen gedreht.
Die Inszenierung ist nach Elling und Elling – Nicht ohne meine Mutter der dritte Film einer Trilogie um den Dramenhelden Elling. Bisher ist der Film nur auf Norwegisch erhältlich.

## Handlung
Vier Jahre sind nun vergangen, seitdem Elling zusammen mit Kjell Bjarne aus der Psychiatrie in Brøynes in die WG in Oslo gezogen ist. Elling wohnt inzwischen allein in der Wohnung, nachdem Kjell Bjarne eine Etage nach oben zu Reidun und ihrer kleinen Tochter Mojo gezogen ist. Obwohl die kleine Familie es als selbstverständlich ansieht, dass Elling zu ihnen gehört, fühlt er sich ausgeschlossen und zieht sich immer mehr zurück. Mit Verwunderung betrachtet er die Menschen um sich herum und fragt sich, warum diese sich alle so gut im Leben zurechtfinden.
Kjell Bjarne und Reidun greifen schließlich ein. Elling protestiert heftig, ist dann aber auch ganz zufrieden, als er als ein neuer Mensch dasteht – sauber, ausgeschlafen und gut gekleidet. Kurz: Er fühlt sich bereit, wieder Fuß im Leben zu fassen. In seinem Inneren weiß er, was ihm fehlt und eines Abends findet er schließlich in einer Würstchenverkäuferin die Frau, bei der er sich sicher ist, dass sie die Leere in seinem Leben füllen kann. Er tut alles, um ihre Zuneigung und Liebe zu gewinnen und erringt letztendlich auch ihre Aufmerksamkeit. Das Ganze sieht auch recht vielversprechend aus, aber als er eines Abends von ihr zu sich nach Hause eingeladen wird, regen sich in ihm Gegenvorstellungen und die Geschichte endet nicht ganz so, wie er sich das vorgestellt hatte. Trotzdem lernt Elling, dass man mit Lebensmut die meisten Situationen meistern kann.
In der Handlung kommt auch Reiduns kleine Tochter Mojo vor, die ein großer Bewunderer von Onkel Elling ist. Der Dichter Alfons Jørgensen spielt trotz stark angeschlagener Gesundheit eine wichtige Rolle in Ellings Plänen.